# Secret (álbum de Kumi Koda)
Secret é o quarto álbum lançado pela cantora pop japonesa Koda Kumi em fevereiro de 2005. O álbum foi lançado em quatro diferentes formatos: edição normal somente CD, versão CD+DVD, e mais duas versões especiais: "Secret Special Edition" (com o clipe de Hot Stuff íncluido no dvd, que não tinha antes), "Secret Special Edition for Live" (junto com o CD+DVD, a edição vinha com uma blusa ou com um top bustiê). Essas edições especiais foram lançadas em 13 de abril de 2005. 

## Desempenho comercial
Alcançou a terceira posição na Oricon Albums Chart, permanecendo na parada por 56 semanas.